# Reactividad cruzada
La reactividad cruzada es la reacción entre un antígeno y el anticuerpo que se generó contra un antígeno diferente pero similar.[cita requerida]
Por definición, un anticuerpo es específico para un antígeno que lo crea. Sin embargo, muchos 'antígenos' que ocurren naturalmente son una mezcla de macromoléculas (por ejemplo, bacterias, toxinas, proteínas, polen, hongos, virus y otros) que contienen varios epítopos. El contacto con un antígeno complejo como un virus estimula múltiples respuestas inmunitarias a las diferentes macromoléculas individuales que conforman el virus, así como los epítopos individuales de cada macromolécula. Por ejemplo, la toxina del tétano es un antígeno proteínico macromolecular, pero estimulará muchas respuestas inmunitarias debido a que la estructura terciaria de la proteína actúa como varios epítopos para varias respuestas inmunitarias.[cita requerida]
Los usos medicinales para esta idea incluyen inmunización a infecciones bacteriales. La toxina que crea la respuesta inmunitaria tendrá un epítopo en ella que estimule la respuesta. La desnaturalización de la proteína puede 'desarmar' su función pero seguir permitiendo que el sistema inmunitario tenga una respuesta, creando así inmunidad sin dañar al paciente.[cita requerida]
La reactividad cruzada es también un parámetro que suele evaluarse para la validación de ensayos químicos basados en inmunología y unión proteínica, como ELISA y RIA. En este caso, suele cuantificarse comparando la respuesta de los ensayos con un rango de analitos similares y expresada como un porcentaje. En la práctica, se producen curvas de calibración usando rangos de concentración fijos para una selección de compuestos relacionados, y se calculan y comparan los puntos medios (la media concentración inhibitoria máxima, IC50) de la curva de calibración. La figura ofrece entonces un cálculo aproximado de la respuesta del ensayo a posibles compuestos que interfieran respecto al analito buscado.[cita requerida]
- Datos: Q1760689